# Hamiltoniano (mecánica clásica)
El hamiltoniano es una función escalar a partir de la cual pueden obtenerse las ecuaciones de movimiento de un sistema mecánico clásico que se emplea en el enfoque hamiltoniano de la mecánica clásica.
Bajo ciertas condiciones relacionadas con las características del sistema (sistema conservativo) y las coordenadas empleadas, el hamiltoniano puede identificarse con la energía mecánica del sistema, aunque esto no sucede para todos los sistemas.
Usualmente el hamiltoniano es una función de las variables de posición y sus momentos conjugados, o más generalmente puede definirse como una función escalar definida sobre el espacio fásico del sistema.

## Hamiltoniano clásico

### Hamiltoniano y energía
Fijado un conjunto de coordenadas canónicas sobre el espacio de fases de un sistema hamiltoniano (con un número finito de grados de libertad), el hamiltoniano o función hamiltoniana puede representarse por una función de las coordenadas generalizadas y los correspondientes momentos conjugados:

{\displaystyle (\mathbf {q} ,\mathbf {p} ,t)\in \mathbb {R} ^{2n+1}\mapsto H(\mathbf {q} ,\mathbf {p} ,t)\in \mathbb {R} }

Si el sistema es autónomo, es decir, si no existe dependencia explícita del tiempo t en el lagrangiano y el conjunto de coordenadas escogidas son naturales, entonces puede probarse que el hamiltoniano es una integral de movimiento y además coincide en valor con la energía mecánica total del sistema.
- Para mostrar que el hamiltoniano es una constante del movimiento para un sistema autónomo, lo escribimos en términos del lagrangiano y calculamos su derivada total respecto al tiempo:

{\displaystyle H=\mathbf {p} \mathbf {\dot {q}} -L\qquad \Rightarrow \qquad {\frac {dH}{dt}}=\mathbf {\dot {p}} \mathbf {\dot {q}} +\mathbf {p} \mathbf {\ddot {q}} -{\frac {\partial L}{\partial \mathbf {\dot {q}} }}\mathbf {\ddot {q}} -{\frac {\partial L}{\partial \mathbf {q} }}\mathbf {\dot {q}} -{\frac {\partial L}{\partial t}}}

Teniendo en cuenta las ecuaciones de Euler-Lagrange y relación entre velocidades y la definición de momentos conjugados, se tiene finalmente que la derivada total del hamiltoniano coincide con la derivada parcial de lagrangiano, por lo que, si este no depende explícitamente del tiempo, el hamiltoniano es constante, ya que:

{\displaystyle {\frac {dH}{dt}}=\mathbf {\dot {p}} \mathbf {\dot {q}} +\mathbf {p} \mathbf {\ddot {q}} -(\mathbf {p} )\mathbf {\ddot {q}} -(\mathbf {\dot {p}} )\mathbf {\dot {q}} -{\frac {\partial L}{\partial t}}=0+0-{\frac {\partial L}{\partial t}}}

- Para ver si el sistema es natural, es decir, si el hamiltoniano coincide con la energía, se calcula la energía cinética expresada en las coordenadas generalizadas a partir de su expresión newtoniana:[2]

{\displaystyle E_{c}=\sum _{i}{\frac {1}{2}}m_{i}\mathbf {\dot {r}} _{i}^{2}(q_{j},t)=\left(\sum _{j}{\frac {1}{2}}A_{jk}{\dot {q}}_{j}{\dot {q}}_{k}\right)+\left(\sum _{j}B_{j}{\dot {q}}_{j}\right)+C=T_{2}+T_{1}+T_{0}}

Donde:
{\displaystyle T_{2}\,} son los términos cuadráticos en las velocidades.
{\displaystyle T_{1}\,} son los términos lineales en las velocidades.
{\displaystyle T_{0}\,} son los términos no dependientes de la velocidad.
{\displaystyle A_{jk}=\sum _{i}m_{i}{\frac {\partial \mathbf {r} _{i}}{\partial q_{j}}}{\frac {\partial \mathbf {r} _{i}}{\partial q_{k}}}\quad B_{j}=\sum _{i}m_{i}{\frac {\partial \mathbf {r} _{i}}{\partial q_{j}}}{\frac {\partial \mathbf {r} _{i}}{\partial t}}\quad C={\frac {1}{2}}\sum _{i}m_{i}\left({\frac {\partial \mathbf {r} _{i}}{\partial t}}\right)^{2}}
La energía mecánica total (energía cinética (Ec)+ energía potencial (Ep)) y el hamiltoniano no coincidirán a menos que T0 = 0, y en ese caso general:

{\displaystyle H=\mathbf {\dot {q}} {\frac {\partial L}{\partial \mathbf {\dot {q}} }}-L=(2T_{2}+T_{1})-(T_{2}+T_{1}+T_{0}-E_{p})=T_{2}-T_{0}+E_{p}\neq E_{c}+E_{p}}

Sin embargo, el sistema será natural si T1 = T0 = 0(Bj = 0, C = 0) y si la energía mecánica total y el hamiltoniano coinciden.

### Integral de Jacobi-Painlevé

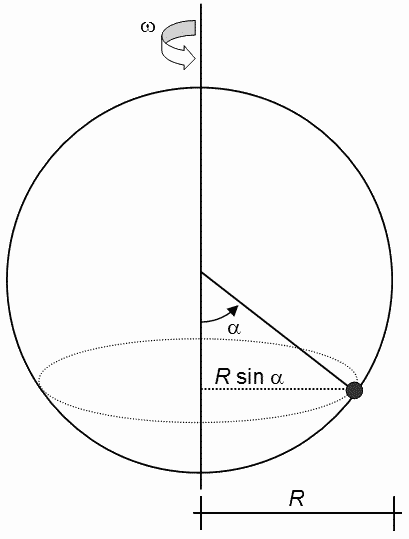
Péndulo esférico con rotación uniforme forzada.

En un sistema autónomo, en el que el lagrangiano no depende del tiempo, el hamiltoniano sigue siendo una integral del movimiento y por tanto se mantiene constante. En la sección anterior vimos que este valor constante es igual a:

{\displaystyle I_{JP}=H=T_{2}-T_{0}+E_{p}\;}

Este valor, para sistemas autónomos es lo que se conoce como integral de Jacobi o integral de Jacobi-Painlevé. Conviene notar, sin embargo, que si el sistema no es natural este valor constante del hamiltoniano en general no coincidirá con el valor total de la energía mecánica y por tanto la energía mecánica no tiene por qué ser una constante del movimiento, ya que esta viene dada por:

{\displaystyle E_{m}=E_{c}+E_{p}=T_{2}+T_{1}+T_{0}+E_{p}\;}

Un péndulo esférico es un caso de sistema no-natural y simultáneamente autónomo. El lagrangiano de un péndulo forzado, como el de la figura, formado por una partícula de masa m sujeta a un hilo inextensible forzado a girar con velocidad angular ω mientras oscila respecto a un eje perpendicular a la dirección: 

{\displaystyle L={\frac {1}{2}}mR^{2}({\dot {\alpha }}^{2}+\omega ^{2}\sin ^{2}\alpha )-mgR(1-\cos \alpha )}

Obviamente este lagrangiano es independiente del tiempo, por lo que el sistema es autónomo; sin embargo, la relación entre la coordenada generalizada α y las coordenadas cartesinas de la partícula son relaciones dependientes del tiempo:

{\displaystyle {\begin{cases}x=f_{1}(\alpha ,t)=&-R\cos \alpha \cos \omega t\\y=f_{2}(\alpha ,t)=&-R\cos \alpha \sin \omega t\\z=f_{3}(\alpha )=&-R\cos \alpha \end{cases}}}

Puesto que esas relaciones dependen explícitamente del tiempo, el sistema de coordenadas generalizadas no es natural. El hamiltoniano, por no depender el lagragiano del tiempo, es obviamente una magnitud conservada o constante del movimiento:

{\displaystyle H={\frac {1}{2}}mR^{2}({\dot {\alpha }}^{2}-\omega ^{2}\sin ^{2}\alpha )+mgR(1-\cos \alpha )}

Sin embargo, la energía mecánica del sistema, suma de la energía cinética y la energía potencial, es en este caso:

{\displaystyle E_{m}=E_{c}+E_{p}={\frac {1}{2}}mR^{2}({\dot {\alpha }}^{2}+\omega ^{2}\sin ^{2}\alpha )+mgR(1-\cos \alpha )}

La explicación de por qué no se conserva es simple. El sistema, aunque autónomo, no está aislado, pues necesita un "motor" que mantenga constante la velocidad angular ω. Por ello hay un flujo de energía desde el exterior, y la energía mecánica oscila entre un máximo y un mínimo. El valor instantáneo de la energía y su valor medio temporal son:

{\displaystyle E_{m}(t)=H+mR^{2}\omega ^{2}\sin ^{2}\alpha (t),\qquad {\bar {E}}_{m}=H+{\frac {mR^{2}\omega ^{2}}{2}}}

### Ejemplos
- Una partícula o cuerpo rígido de masa m en un campo de fuerzas conservativo viene dado por:

{\displaystyle H(\mathbf {r} ,\mathbf {\dot {r}} )={\frac {1}{2}}m\mathbf {\dot {r}} ^{2}+\phi (\mathbf {r} )}

Casos particular del anterior son: 
- Un cuerpo en un campo gravitario: {\displaystyle \phi (\mathbf {r} )=-GM/\|\mathbf {r} \|}
- Una partícula con movimiento armónico simple {\displaystyle \phi (\mathbf {r} )=k\mathbf {r} ^{2}/2}

- Un péndulo simple: [convención: la energía potencial se ha tomado 0 cuando el ángulo es 0]

{\displaystyle H(\theta ,{\dot {\theta }})={\frac {1}{2}}mL^{2}{\dot {\theta }}^{2}+mgL(1-\cos \theta )}

- Un péndulo esférico:

{\displaystyle H(\theta ,\phi ,{\dot {\theta }},{\dot {\phi }})={\frac {1}{2}}mL^{2}({\dot {\theta }}^{2}+{\dot {\phi }}^{2}\sin ^{2}\theta )-mgL\cos \theta }

Nótese que para que la hamiltoniana esté correctamente expresada en el formalismo hamiltoniano, ésta ha de ser una función de la forma:

{\displaystyle H=H(\mathbf {r} ,\mathbf {p} )}

y no de las velocidades generalizadas del sistema, {\displaystyle \mathbf {\dot {r}} }. Para expresar correctamente la hamiltoniana, es necesario usar las ecuaciones de los momentos conjugados:

{\displaystyle \mathbf {p} ={\frac {\partial L}{\partial \mathbf {\dot {r}} }}}

y sustituir en la función hamiltoniana, siendo {\displaystyle L=L(\mathbf {q} ,\mathbf {\dot {q}} ,t)} el lagrangiano del sistema.

## Hamiltoniano cuántico
En mecánica cuántica se usa un concepto de hamiltoniano diferente matemáticamente del usado en mecánica clásica. Si bien en mecánica clásica el hamiltoniano es una función definida sobre el espacio de fases del sistema (variedad simpléctica de dimensión finita), en mecánica cuántica el hamiltoniano es un operador lineal que actúa sobre elementos de un espacio vectorial, generalmente de dimensión infinita.
La conexión entre ambos conceptos es difícil de entender. Para empezar, necesitamos definir una medida invariante sobre el espacio de fases que usualmente se toma como una potencia de la forma simpléctica que define la estructura simpléctica de dicho espacio:

{\displaystyle \forall C\ {\mbox{medible}}\subset {\mathcal {M}}:\mu (C):=\int _{C}\eta _{\Gamma }=\int _{C}\bigwedge _{i=1}^{n}\omega =\int _{C}\omega \land \dots \land \omega }

Donde {\displaystyle \eta _{\Gamma }\;} es la medida invariante que aparece en el teorema de Liouville. Además, la solución de las ecuaciones de Hamilton dan lugar a un flujo sobre el espacio fásico, que puede representarse por un grupo uniparamétrico {Tt}. Finalmente, puede verse que este flujo induce sobre las funciones de cuadrado integrable definidas un grupo unitario de operadores de evolución {Ut}:

(*){\displaystyle \langle U^{t}f,U^{t}g\rangle =\int _{\mathcal {M}}f(T^{t}x)g(T^{t}x)d^{n}\omega =\langle f,g\rangle }

Esta última idea se corresponde bastante bien con la idea de la función de ondas de un sistema cuántico, y se puede representar en muchos casos como una función de cuadrado integrable sobre el espacio de posiciones de la partícula. La ecuación de la solución de Schrödinger puede representarse también por un grupo unitario de operadores construible a partir del hamiltoniano cuántico:

(**){\displaystyle |\Psi _{t}\rangle ={\hat {U}}^{t}|\Psi _{0}\rangle =e^{i{\hat {H}}t/\hbar }|\Psi _{0}\rangle \quad \Rightarrow \quad \langle \Phi _{t}|\Psi _{t}\rangle =\langle {\hat {U}}^{t}\Phi _{0}|{\hat {U}}^{t}\Phi _{0}\rangle =\langle \Phi _{0}|\Psi _{0}\rangle }

Los paralelos formales entre (*) y (**) son evidentes.